# Filippo Maturi

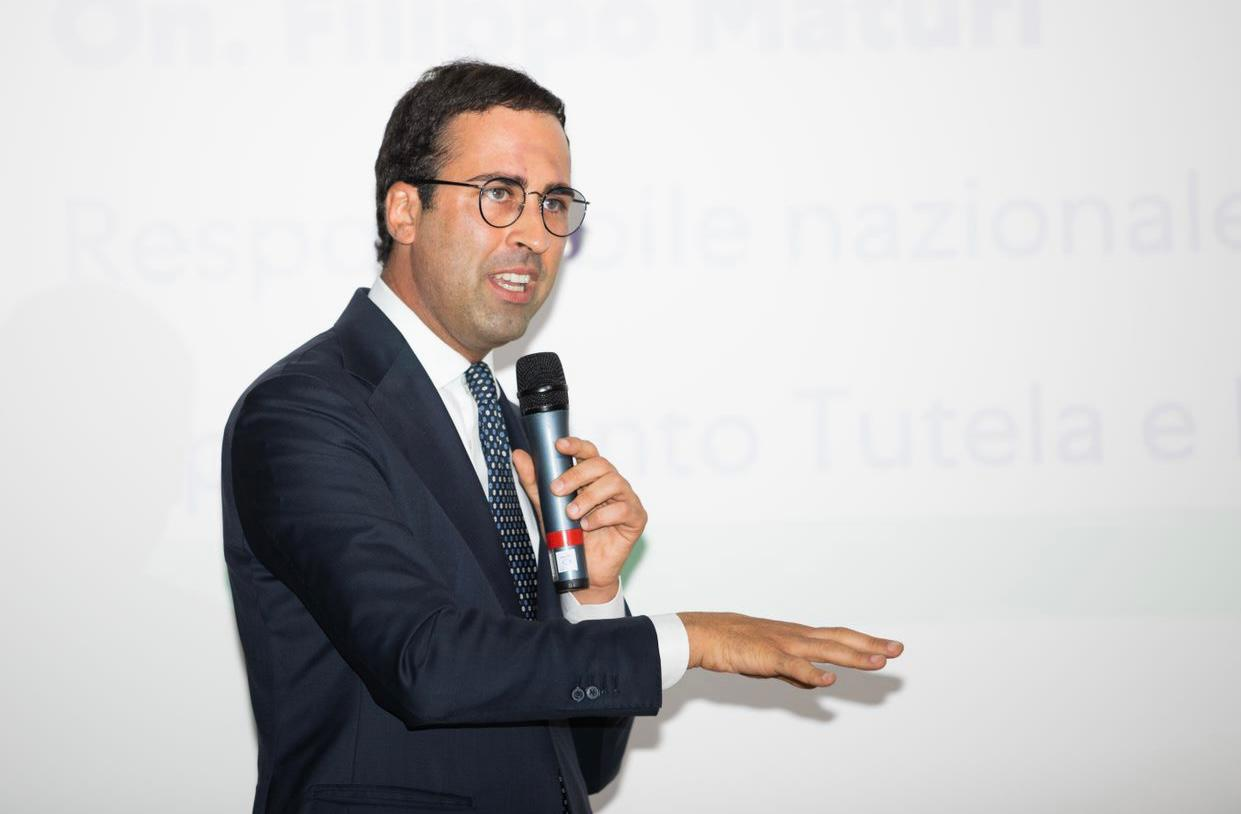
Intervento on. Maturi sull'importanza di rivedere il ruolo degli animali di affezione nelle nostra società, evidenziando i benefici del rapporto uomo animale sul piano psicofisico.

Filippo Maturi (Bolzano, 21 luglio 1984) è un politico italiano.

## Biografia
Vive a Bolzano; si è laureato in giurisprudenza.
Attualmente svolge il ruolo di consulente per le relazioni istituzionali ed è riconosciuto come uno dei principali consulenti di riferimento della Pet Economy italiana, inoltre ricopre la carica di Presidente di Assopets, la prima associazione a tutela dei consumatori proprietari di animali in Italia. Nel 2025 viene riconosciuto come figura di riferimento nella business diplomacy (o diplomazia d'impresa / diplomazia aziendale) in Italia e in Europa, diventando presidente del Business Diplomacy Council, organo internazionale di business diplomacy al quale fanno riferimento diverse istituzioni italiane e Stati stranieri.

### Attività politica
Aderisce sin da giovane nella Lega Nord, divenendo Coordinatore regionale del Movimento Giovani Padani in Alto Adige.
Nel 2015 viene eletto Consigliere comunale a Bolzano, venendo nuovamente eletto in Consiglio comunale anche alle elezioni anticipate del 2016.
Nel 2019 viene nominato dal Ministro per gli affari regionali e le autonomie Erika Stefani membro della Commissione dei Sei e dei Dodici in virtù della sensibilità e impegno sul tema delle autonomie, in particolare di quella del Trentino Alto Adige. Eletto poi all’unanimità Presidente della commissione paritetica Stato-Provincia autonoma per elaborare le disposizioni di attuazione previste dalla norma costituzionale (Art. 107).
Nel 2020 è stato nominato da Matteo Salvini responsabile del dipartimento per la tutela degli animali della Lega Nord.
Nel 2022 viene eletto Presidente dell'Intergruppo Parlamentare per la tutela degli ecosistemi e della biodiversità per la XVIII legislatura.
Nel marzo 2023 lascia il Carroccio e fonda un movimento civico attivo a livello locale in Alto-Adige, denominato Centro Destra.

#### Elezione a deputato
Alle elezioni politiche del 2018 viene eletto alla Camera dei Deputati, in virtù della candidatura nelle liste della Lega nella circoscrizione Lazio 2.

### Impegno per la tutela ed i diritti degli animali
Durante tutto il mandato parlamentare ha portato avanti una politica attiva contro il fenomeno del randagismo in Italia, visitando oltre cento canili in tutta la penisola, denunciando puntualmente le irregolarità emerse e svelando la presenza di canili lager su tutto il territorio nazionale. Inoltre ha costituito il primo tavolo nazionale permanente contro il randagismo, dando il via ai lavori nella città di Palermo con gli stati generali del randagismo svoltosi nel maggio 2022, la prima iniziativa di questo genere.
Durante la guerra in Ucraina, nel febbraio 2022 ha ottenuto che i profughi potessero entrare in Italia con i propri animali domestici attivandosi in prima persona nei confronti del Ministero della Salute mediante un'interrogazione parlamentare risultata decisiva.
Sul fronte dei dello sfruttamento di animali all'interno dei circhi ha condotto una battaglia pluriennale che ha portato al risultato storico dell'inserimento all'interno della legge delega sullo spettacolo l'impegno al progressivo superamento dell'utilizzo di animali selvatici nei circhi entro.
Per la prima volta, nel giugno del 2021, nelle istituzioni parlamentari italiane è stato esposto pubblicamente cosa accade durante il festival della carne di cane di Yulin grazie ad un intervento alla Camera dell'on. Maturi nel quale ha denunciato il dog meat tradecondannando il consumo della carne di cane in Asia ed evidenziando le crudeltà ad esso connesse. L'impegno sul tema e l'attività di divulgazione sono proseguiti anche grazie all'organizzazione del primo convegno italiano sul festival di Yulin, questa volta al Senato durante il quale sono stati proiettate le immagini registrate dalla giornalista Giulia Innocenzi e l'attivista Davide Acito durante un'inchiesta sotto copertura durante il festival. L'importanza e la trasversalità del tema è stata testimoniata dall'adesione dell'iniziativa da parte di ENPA, LAV, ALI e Animal Equality.

Anche sul tema degli orsi del Trentino Maturi si è speso attivamente, instaurando relazioni internazionali per la loro ricollocazione come alternativa non violenta agli abbattimenti voluti dal Presidente del Trentino Maurizio Fugatti, riuscendo ad ottenere la disponibilità da parte di santuari nell'Est Europa di accogliere i plantigradi in eccesso o ritenuti pericolosi della provincia di Trento.